# Geleião
José Márcio Felício (São Paulo-SP, 1961 - São Paulo-SP, 10 de maio de 2021), mais conhecido como Geleião, foi um criminoso brasileiro, notório por ser um dos principais fundadores da facção criminosa PCC, sigla que ele inventou. Foi condenado a mais de 142 anos de prisão por uma lista de crimes que incluía homicídios, formação de quadrilha, estupro e roubo.

## Biografia
Acusado de roubar e estuprar uma estudante na Zona Norte de São Paulo junto com José Rubens Dias, o Binho — ele se defendia dizendo que a jovem foi violentada pelo comparsa. O crime aconteceu à 0h10 do dia 10 de maio de 1979, num terreno baldio na Rua Versínio Pereira de Souza, Jardim Tietê, Zona Leste de São Paulo. A vítima (que era virgem) voltava da escola. Segundo o processo 835/79, “Geleião” e o parceiro, armados de faca, abordaram a garota e anunciaram o assalto. A dupla roubou o material escolar e o dinheiro (na época CR$ 250,00) da estudante. Ainda segundo consta no processo, “Geleião” arrastou a garota para o terreno baldio e a estuprou. Depois foi a vez de José Rubens Dias violentar a vítima. “Geleião” também foi acusado de ter aplicado golpes de faca no pescoço da garota. A vítima reconheceu Geleião pois ele havia morado na mesma rua da estudante.
Geleião foi preso desde 7 de julho de 1979, aos 18 anos. Após recurso do Ministério Público Estadual, foi condenado a uma pena de 12 anos, 11 meses e 25 dias de prisão por roubo e estupro para ambos.
Permaneceu na Penitenciária Orlando Brando Filinto, na cidade de Iaras, região de Itapetininga, ininterruptamente, por 41 anos e 10 meses.
Já preso, ele foi acusado e condenado de cometer outros crimes na prisão, como ordenar ataques e assassinatos de agentes das forças de segurança.

### Criação do PCC
Em 31 de agosto de 1993, matou dois rivais e começou uma rebelião na Casa de Custódia de Taubaté (SP), criando um "sindicato" que lutava pelos direitos dos presos.
O PCC afirmava que pretendia "combater a opressão dentro do sistema prisional paulista" e "vingar a morte dos 111 presos", em 2 de outubro de 1992, no "massacre do Carandiru", quando a Polícia Militar matou presidiários no pavilhão 9 da extinta Casa de Detenção de São Paulo. O grupo usava o símbolo chinês do equilíbrio yin-yang em preto e branco, considerando que era "uma maneira de equilibrar o bem e o mal com sabedoria".

### Persona non grata ao PCC e expulsão da facção
Em 2002, Marcola assumiu a liderança do PCC, depois de uma disputa interna com Geleião e Cesinha outro fundador e ex membro da organização, considerados a ala mais “radical” da facção. Alguns meses antes, Geleião e Marcola tornaram-se inimigos de morte após o assassinato da advogada Ana Olivatto, mulher de Marcola, que havia sido jurada de morte pela cúpula do PCC por supostamente passar informações à polícia.
Para conseguir tomar o lugar de Geleião e ser aceito pelos membros do PCC, Marcola e seus comparsas espalharam cópias do processo de estupro contra Geleião pelas prisões paulistas, segredo este que Geleião escondeu de seus seguidores durante 23 anos (O "código de ética" do PCC não tolera crimes de estupro).
Logo após a ascensão ao poder de Marcola, Geleião foi considerado traidor, tornou-se inimigo da facção, e foi expulso do PCC. Depois de ter sido expulso do PCC, Geleião fundou outra facção criminosa, o TCC (Terceiro Comando da Capital), com Cesinha, que após o ocorrido foi assassinado por companheiros de prisão em 2006. Justamente por conta da morte do Cesinha, O TCC não vingou, já que o grupo foi sufocado pela facção original.
De acordo com o procurador Márcio Sérgio Christino, autor do livro “Laços de Sangue – A História Secreta do PCC”, Geleião foi um dos principais chefes do PCC e contribuiu para a condenação de Marcola ao revelar os bastidores da facção.

### Colaboração com a Justiça e autorização para passar uns dias de lazer em casa
Por ter sido excluído do PCC e por nutrir ódio mortal contra Marco Willians Herbas Camacho, o Marcola, Geleião aceitou fazer uns serviços para a Justiça em troca de vantagens, como, por exemplo, que a Polícia garantisse mais proteção à sua mulher, Petronilha Maria de Carvalho Felício. Para isso, "entregou" colegas e passou a colaborar com a polícia.
Ele fez um acordo de delação premiada, onde narrou à polícia como surgiu a facção criminosa (“o PCC nasceu da minha cabeça, da minha ideia”), quem eram as principais lideranças e como ela se financiava e organizava por meio de células (“o piloto [do presídio] comanda aqueles que são chamados soldados”).
Além disso, ele recebeu um aparelho de telefone celular e foi orientado a manter contato com integrantes do PCC para investigar possíveis planos de atentados da facção criminosa contra agentes e prédios públicos.
Sua contribuição à Justiça embasaram, a denúncia por crime de formação de quadrilha contra 14 membros do PCC, ajudando a polícia a identificar e isolar os líderes do PCC e descobrir as formas de ação do grupo.
Em 2005, por ter colaborado com à Justiça, ele foi autorizado a deixar o presídio para passar uns dias de lazer em casa com a mulher em São Paulo.

## Falecimento
Geleião, que era hipertenso, adquiriu Covid-19, e por isso foi internado no Centro Hospitalar do Sistema Penitenciário, na capital paulista, em 9 de abril após ter comprometimento pulmonar de 50%. O quadro, que inspirava cuidados, se agravou; ele foi intubado, mas acabou morrendo às 6h30 do dia 10 de maio de 2021, aos 60 anos. Ele era o último dos fundadores do grupo ainda vivo.
Sua transferência para que pudesse receber tratamento contra a Covid-19 foi feito sob forte esquema de segurança policial por equipes do BAEP, já que o criminoso era jurado de morte pela cúpula da facção desde que foi expulso da quadrilha em 2002.